# Les Villes de l'espace
Les Villes de l'espace : vers le peuplement, l'industrialisation et la production d'énergie dans l'espace (The High Frontier : Human Colonies in Space) est un livre publié en 1977, écrit par Gerard K. O'Neill, et constitue une feuille de route pour ce que les États-Unis pourraient faire dans l'espace après le programme Apollo. Il envisage de construire de grandes colonies habitées sous la forme de cylindres O'Neill, en particulier près des points de Lagrange. Ces colonies seraient construites en utilisant des matières premières tirées de la surface lunaire à l'aide d'une catapulte électromagnétique fonctionnant avec des panneaux solaires ainsi que depuis des astéroïdes, et  financées par la construction de centrale solaires orbitales.
L'ouvrage a reçu le Phi Beta Kappa Award in Science 1977, un prix de littérature scientifique organisé par la société estudiantine américaine Phi Beta Kappa.

## Illustrations

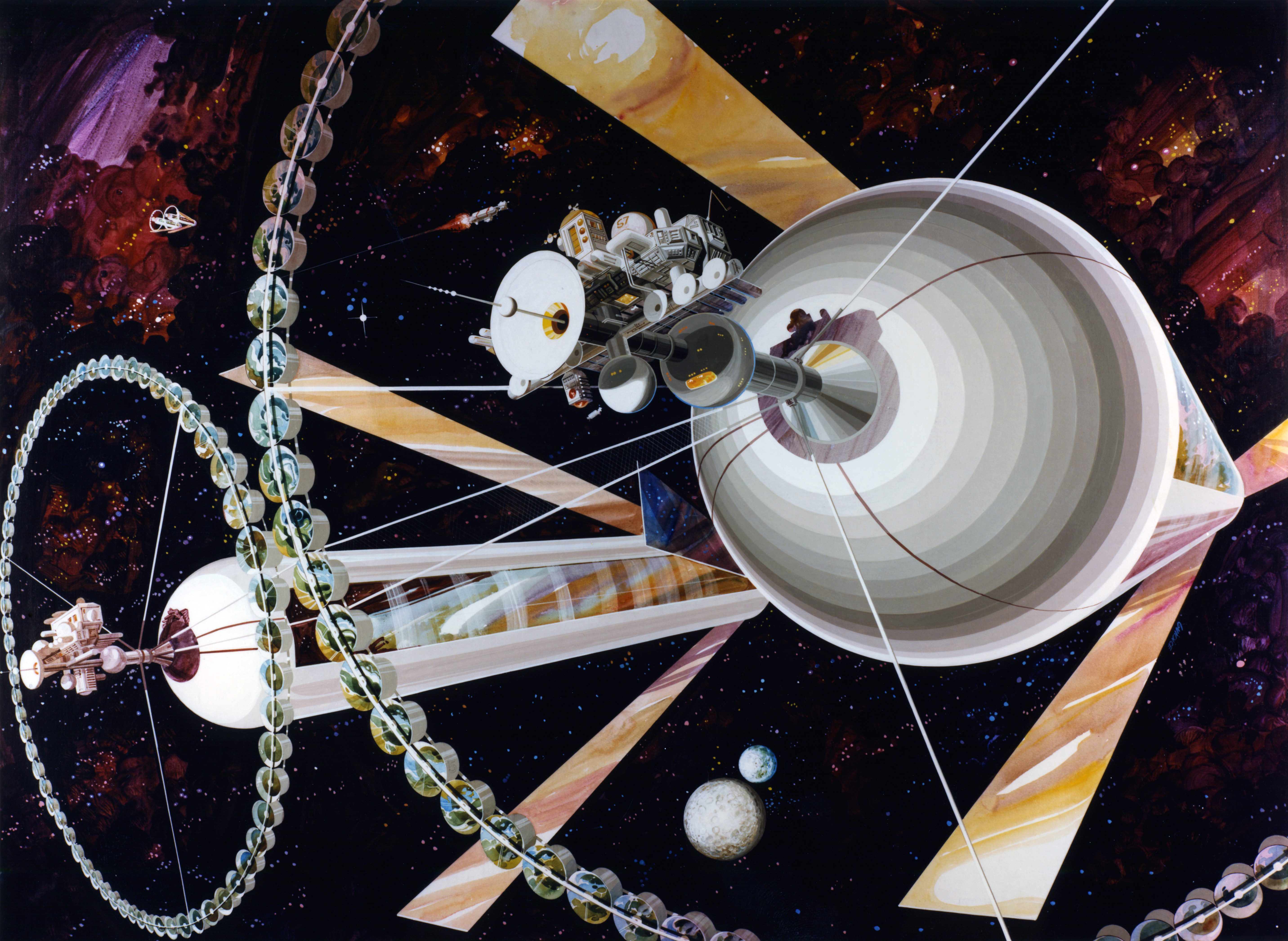
Cylindre O'Neill, par Don Davis.
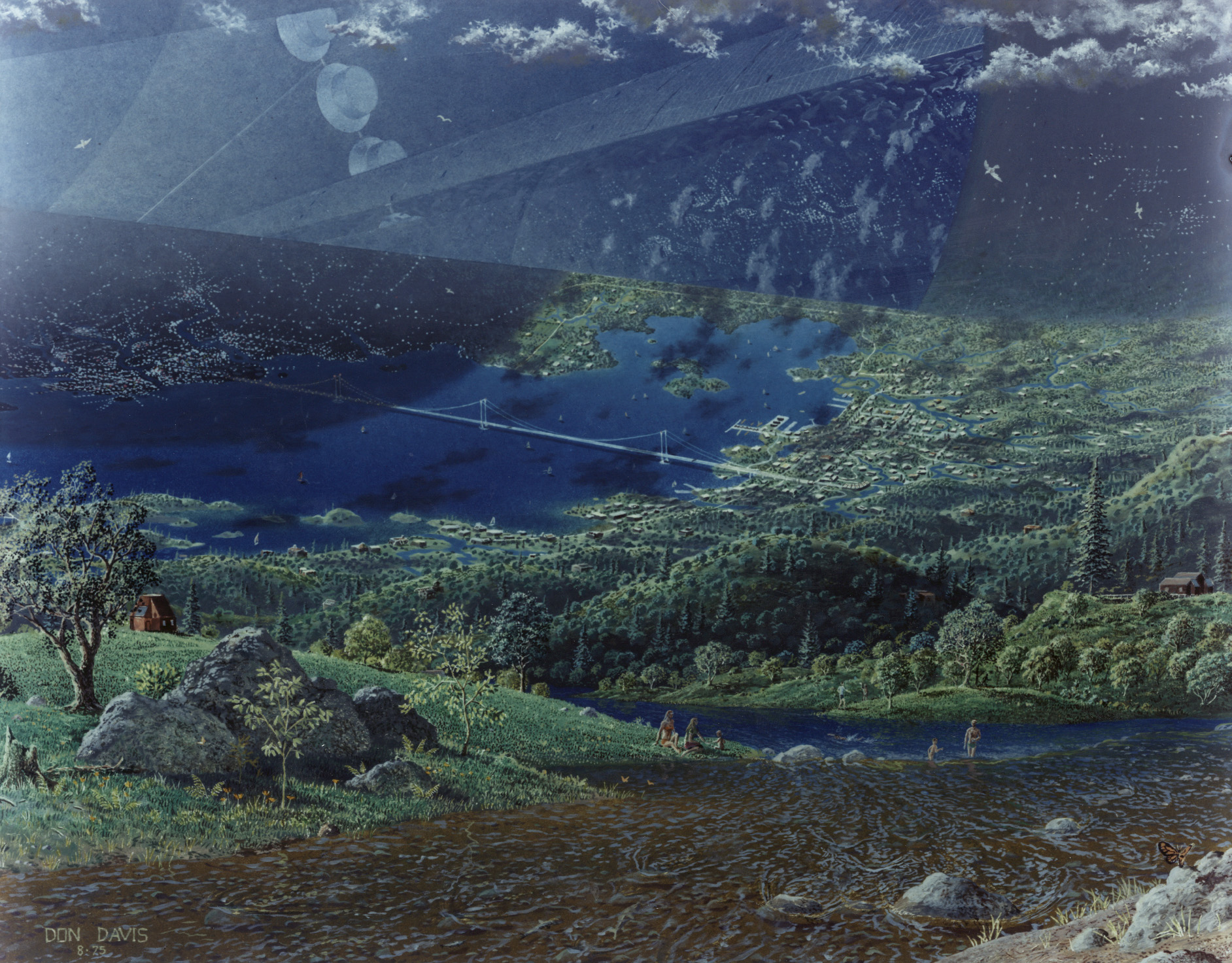
Interieur d'un cylindre O'Neill, par Rick Guidice.
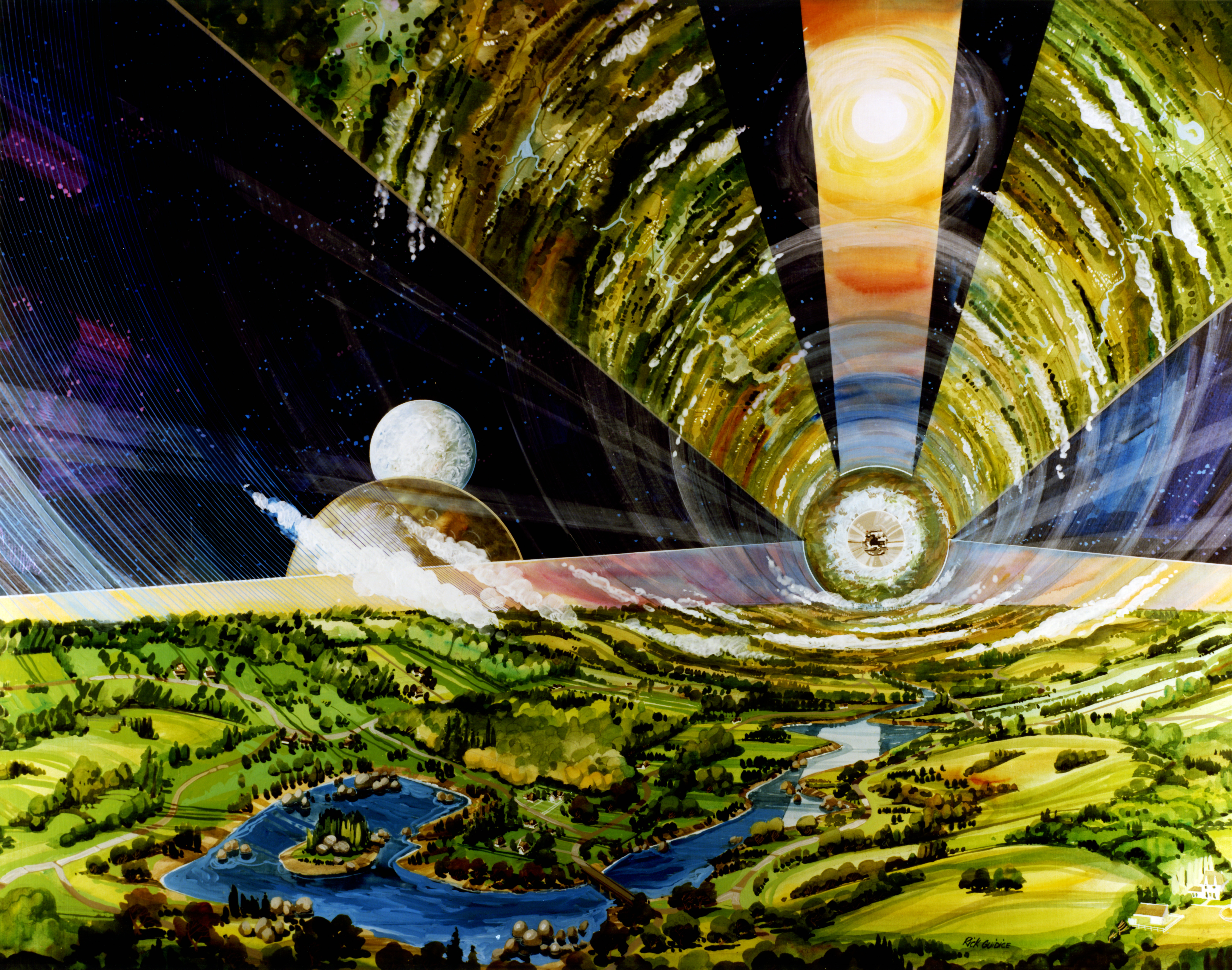
Interieur d'un cylindre O'Neill, par Rick Guidice.
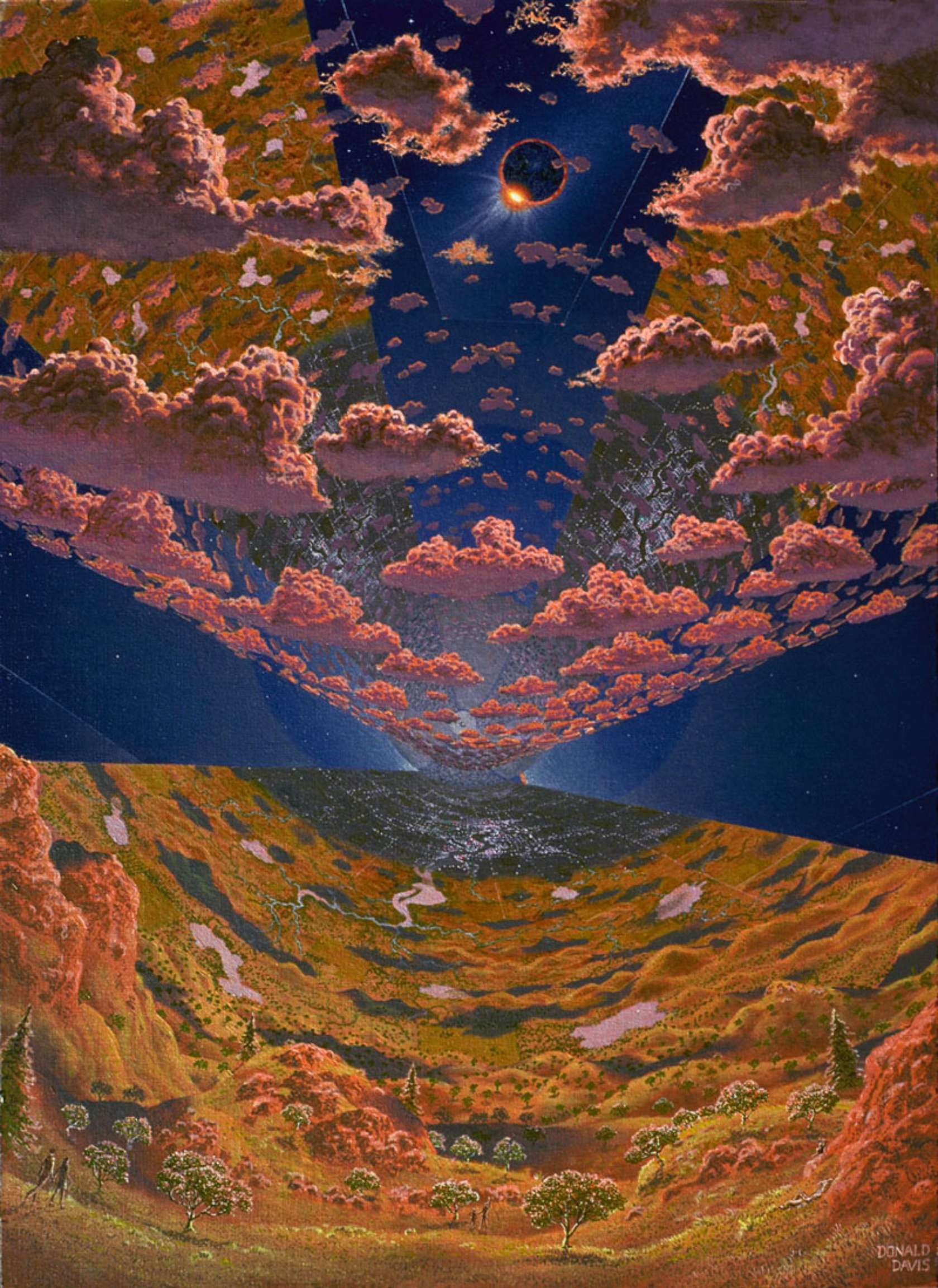
Éclipse solaire dans une colonie, par Don Davis (en).
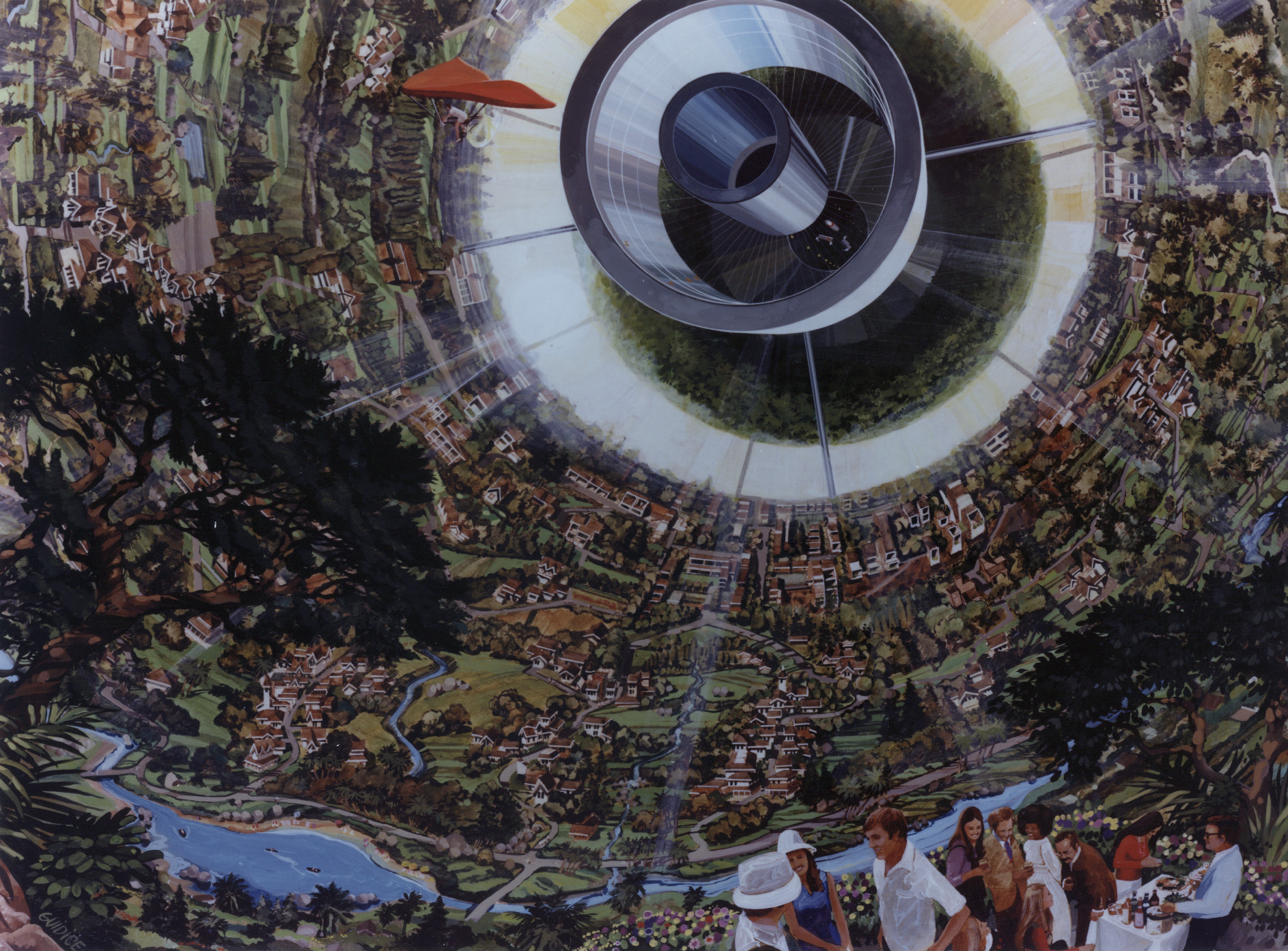
Une sphère de Bernal vue de l’interieur
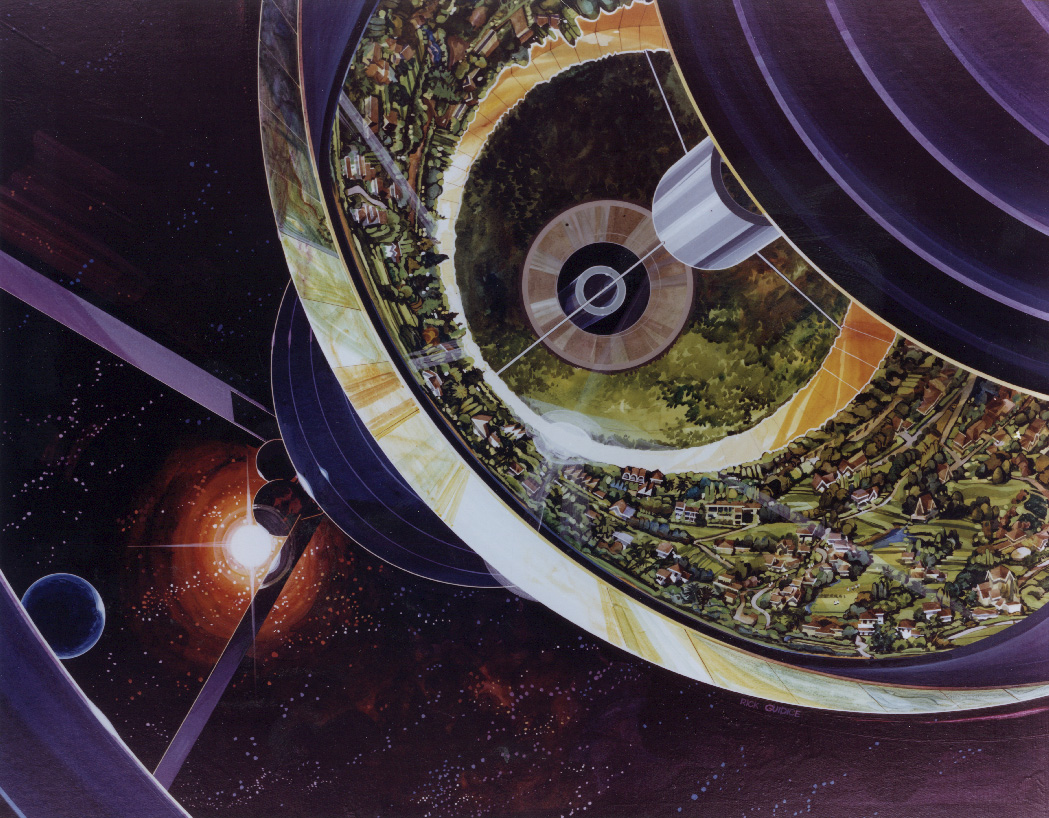
Intérieur de la sphère Bernal vue d’un pôle.
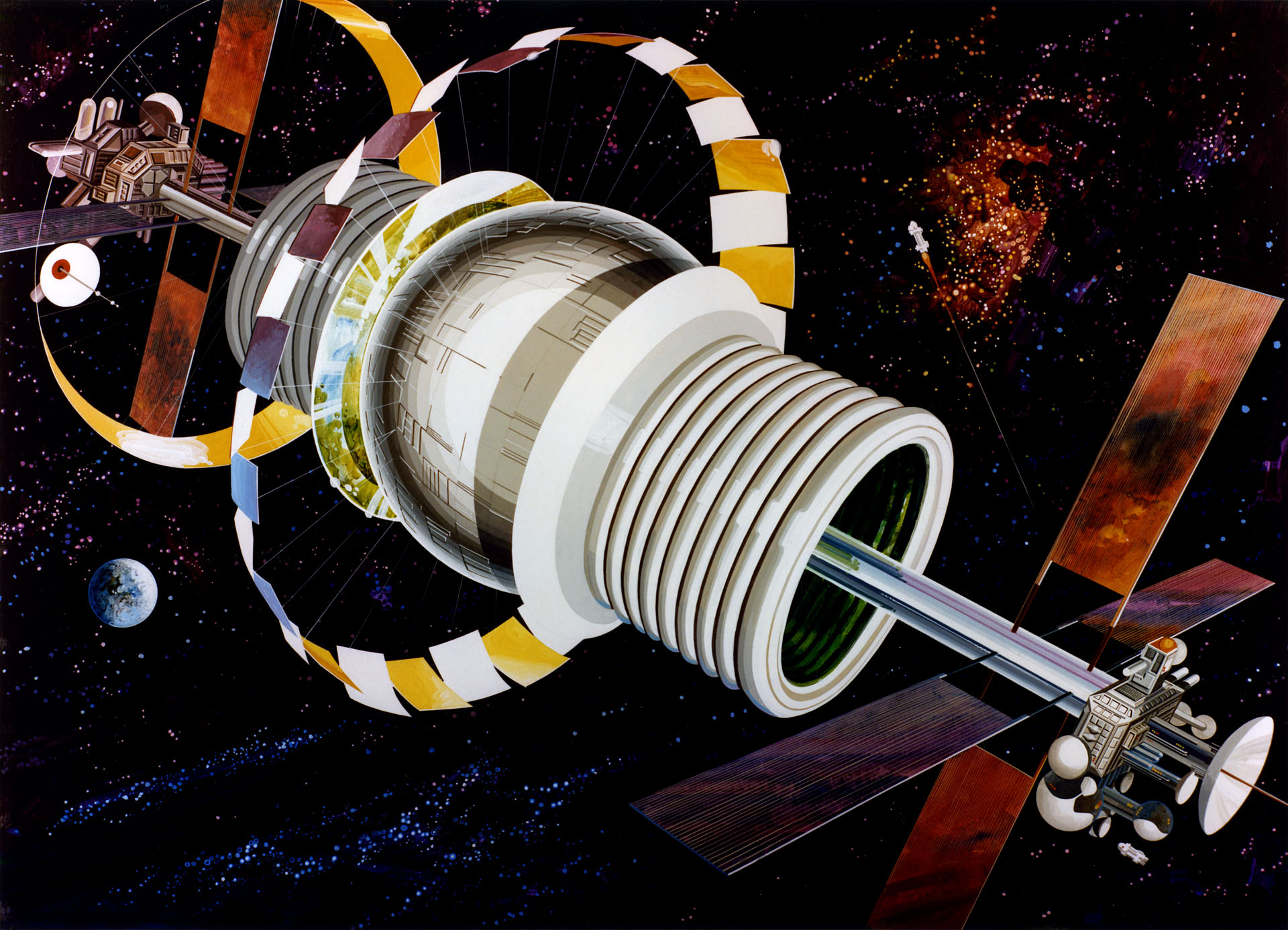
Une sphère de Bernal vue de l’exterieur
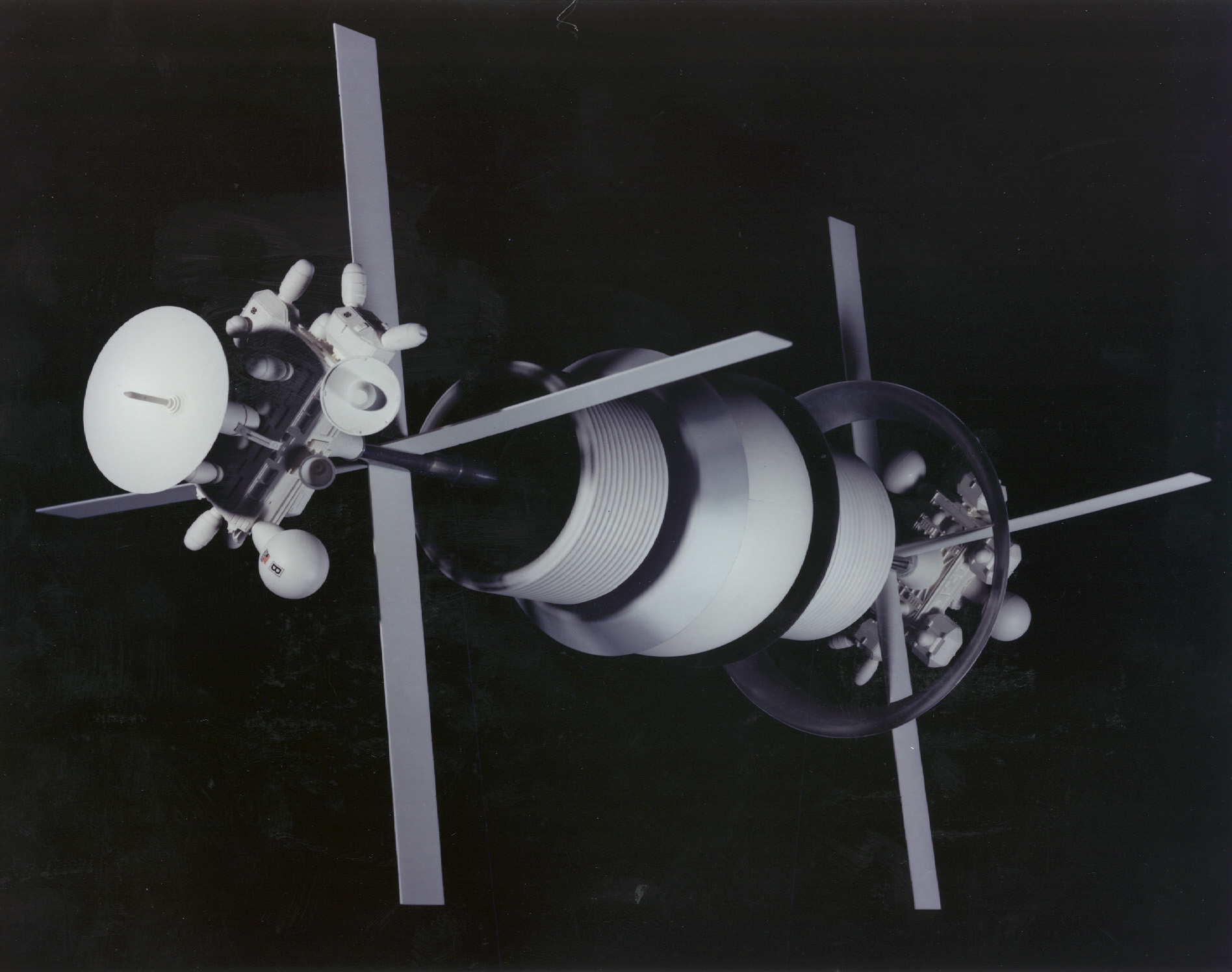
Une sphère de Bernal vue de l’exterieur
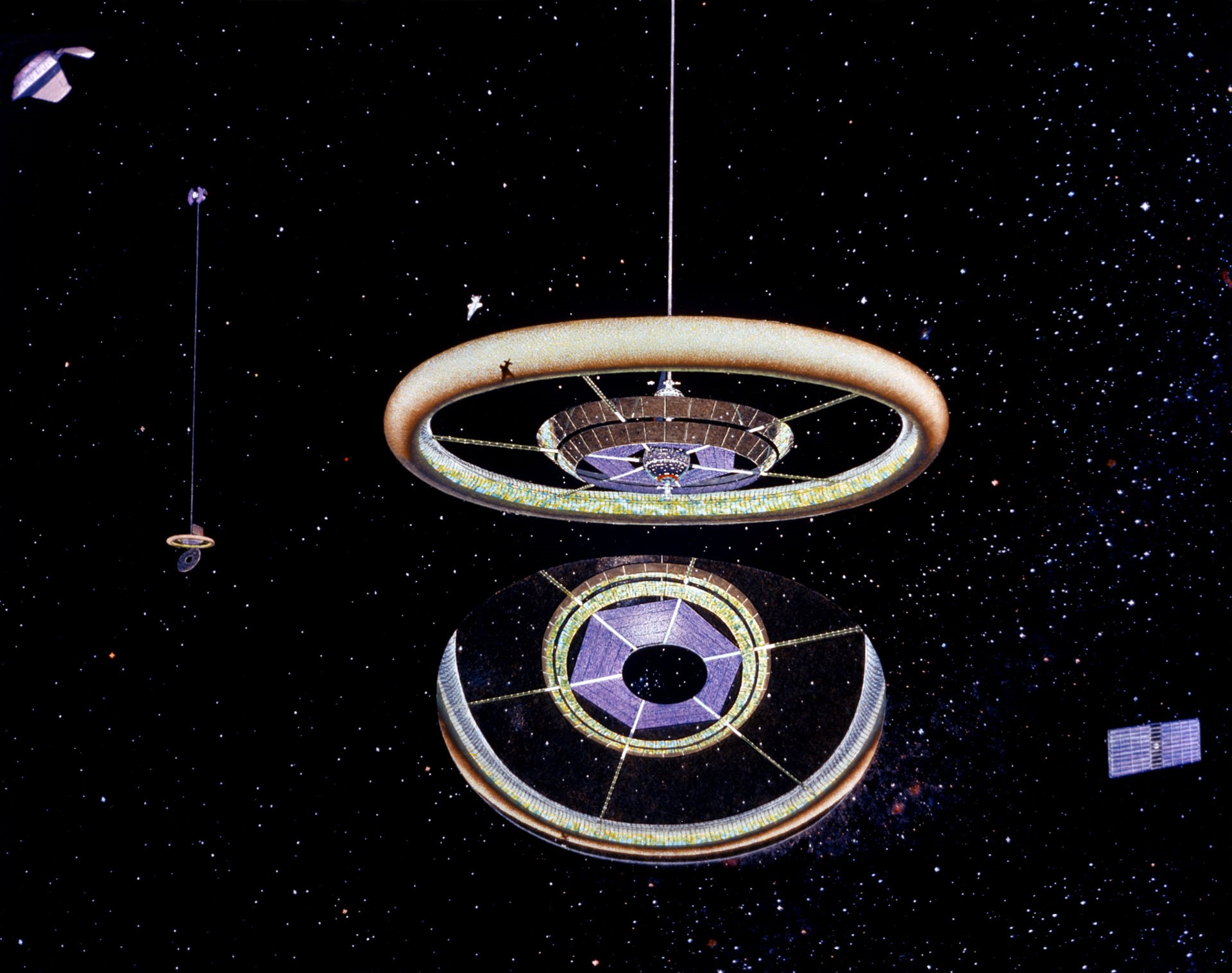
Tore de stanford vue de l’exterieur
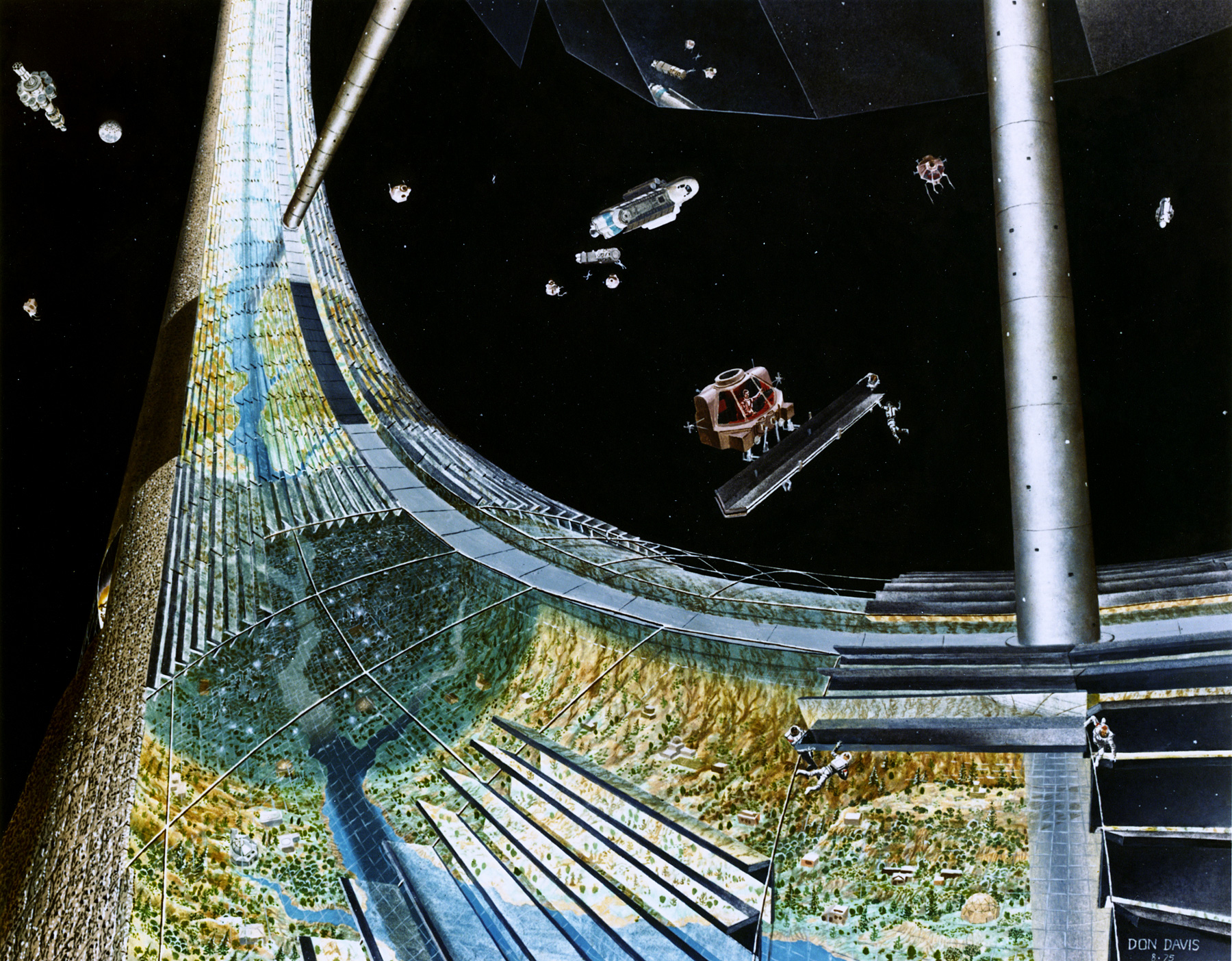
Tore de Stanford en construction
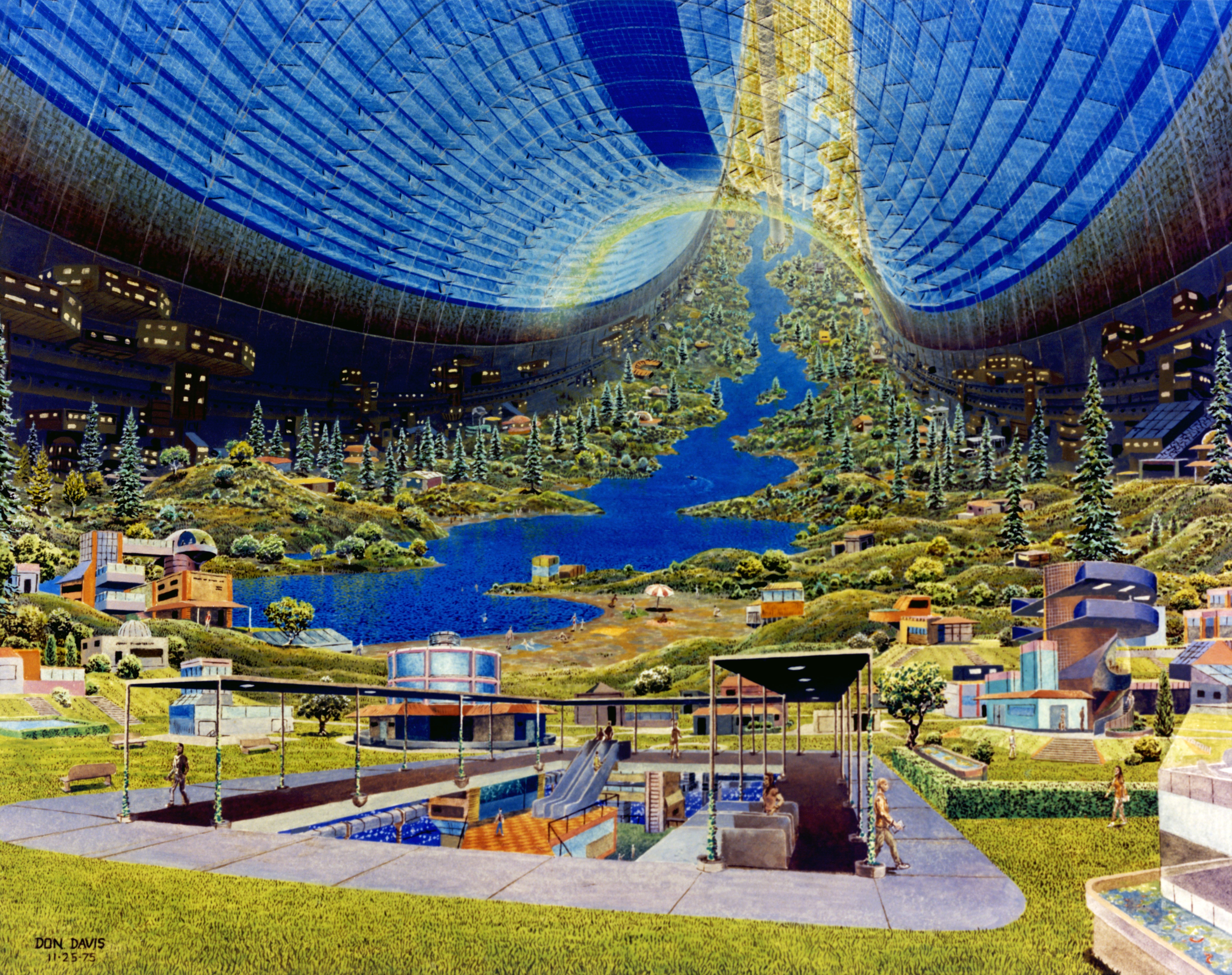
Tore de Stanford vue de l’interieur
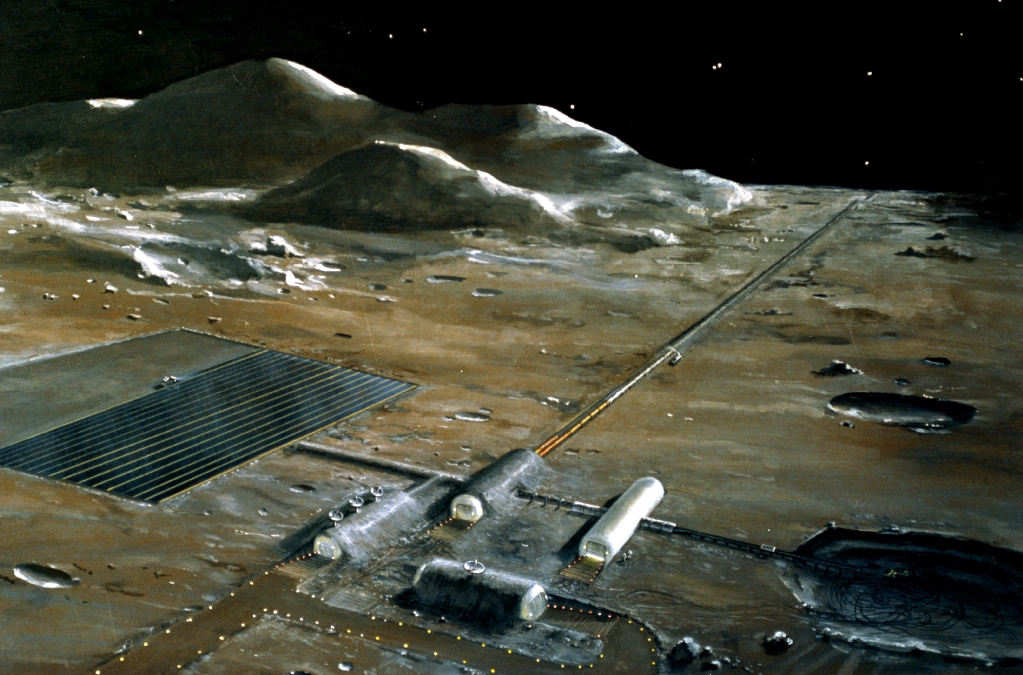
Une catapulte électromagnétique sur la lune.
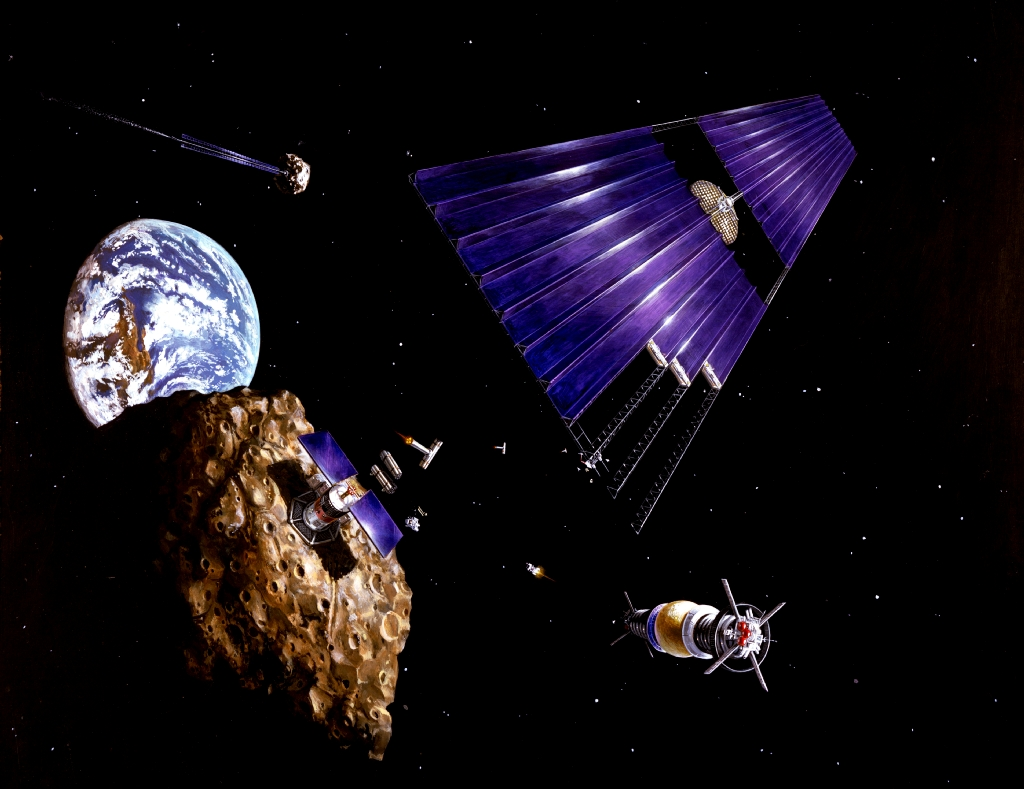
Un satellite de puissance solaire construit depuis un asteroide avec en bas à droite une sphere de bernal.